# Palgrave Macmillan
Palgrave Macmillan è una casa editrice di opere internazionali di carattere accademico e commerciale. Il suo programma include libri di testo, riviste, monografie, scritti professionali e di riferimento in stampa e online.
Venne fondata nel 2000 quando la St. Martin's Press Scholarly and Reference degli Stati Uniti si unì alla Macmillan Press del Regno Unito per combinare le loro operazioni di pubblicazione accademica in tutto il mondo. La compagnia era conosciuta semplicemente come Palgrave fino al 2002, ma da allora è nota più come Palgrave Macmillan.
Sussidiaria della Springer Nature, dal 2015 è stata parte della Macmillan Group e quindi interamente di proprietà della casa editrice tedesca Holtzbrinck Publishing Group. Come parte di Macmillan, aveva sede nel campus Macmillan di Kings Cross, Londra con altre aziende dello stesso gruppo, tra cui Pan Macmillan, Nature Publishing Group e Macmillan Education, dopo essere passata a Basingstoke, Hampshire, Inghilterra, Regno Unito nel 2014. Mantiene uffici a Londra, New York, Shanghai, Melbourne, Sydney, Hong Kong, Delhi e Johannesburg.

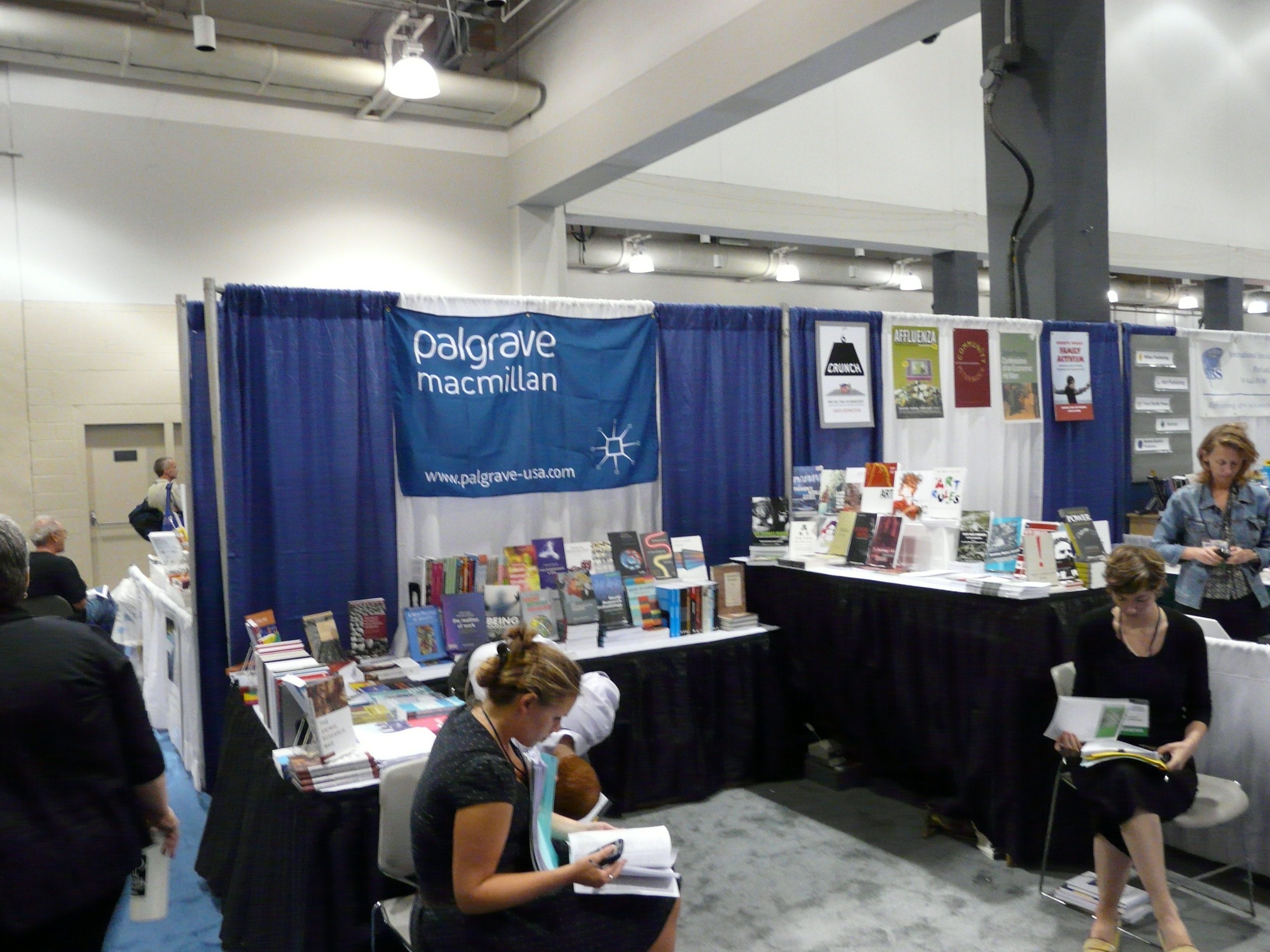
Uno stand fieristico del 2008

## Storia
La Palgrave venne così chiamata dalla famiglia omonima. Lo storico Sir Francis Palgrave, che aveva fondato la Public Record Office, ed i suoi quattro figli erano tutti strettamente legati alla Macmillan Publishers nel XIX secolo:
- Francis Turner Palgrave era assistente segretario privato del futuro primo ministro Gladstone, prima di scrivere il suo Golden Treasury di Palgrave[2] della lingua inglese nel 1861, pubblicato da Macmillan e che divenne un lavoro fondamentale per quasi un secolo.
- Inglis Palgrave era l'editor del The Palgrave Dictionary of Political Economy, pubblicato nel 1894, 1896 e 1899 e che fu d'ispirazione per The New Palgrave: A Dictionary of Economics, del 1987.[3] Fu un banchiere ed editore di The Economist.
- Reginald Palgrave era Clerk of the House of Commons e scrisse A History of the House of Commons, pubblicato nel 1869.
- William Gifford Palgrave era un arabista. Scrisse un'opera in due volumi che descriveva i suoi viaggi e avventure per Macmillan intitolata Narrative of a Year’s Journey through Central and Eastern Arabia (1865), che divenne il libro più letto nella regione fino alla pubblicazione del racconto di T. E. Lawrence.

Palgrave Macmillan pubblicò The Statesman's Yearbook, un'opera di riferimento annuale che offriva una panoramica politica, economica e sociale di ogni Paese del mondo. Nel 2008, distribuì la seconda edizione di The New Palgrave Dictionary of Economics, edito da Steven N. Durlauf e Lawrence E. Blume. Nel 2009 mise a disposizione delle biblioteche oltre 4.500 di ebook accademici.